# 527
527 (DXXVII) var ett normalår som började en fredag i den julianska kalendern.

## Händelser

### Okänt datum
- Tillsammans med sin gemål Theodora inleder kejsar Justinianus I en glansperiod för det östromerska riket. Han återerövrar Nordafrika, Italien och en del av Spanien. Han bygger upp kloster och kyrkor samt ordnar förvaltningen och rättsväsendet (Codex Justinianeus, Pandectæ och Institutiones).

## Födda
- Chilperik I, frankisk kung av Neustrien 561–584 och av Paris 567–584 (född omkring detta år eller 525)

## Avlidna
- 1 augusti – Justinus I, bysantinsk kejsare.
- Härskarinnan i Tikal, regerande drottning av Mayariket Tikal.